# Zajta
Zajta là một thị trấn thuộc hạt Szabolcs-Szatmár-Bereg, Hungary. Thị trấn này có diện tích 9,17 km², dân số năm 2010 là 441 người, mật độ 48 người/km².